# Фальконьери, Лельо
Лельо Фальконьери (итал. Lelio Falconieri; 1585, Флоренция, Великое герцогство Тосканское — 14 декабря 1648, Витербо, Папская область) — итальянский куриальный кардинал, папский дипломат и доктор обоих прав. Титулярный архиепископ Фив с 4 декабря 1634 по 13 июля 1643. Апостольский нунций во Фландрии с 4 августа 1635 по 1 января 1637. Секретарь Священной конгрегации по делам епископов и монашествующих c 1 января 1639 по 1 января 1642. Апостольский легат в Болонье с 23 июля 1644 по 14 декабря 1648. Кардинал-священник с 13 июля 1643, с титулом церкви Санта-Мария-дель-Пополо с 31 августа 1643 по 14 декабря 1648.